# 金村曉
金村 曉（かねむら さとる、本名：金村 秀雄〈かねむら ひでお〉、1976年4月19日 - ）は、宮城県気仙沼市出身の元プロ野球選手（投手）で、野球指導者、野球解説者、野球評論家。右投右打。
愛称は名前が金村曉であること、その漢字をあかつきと読めることから「あかつき」、姓の金村の音読みである「キンソン」。
登録名は本名を使用後、1996年途中から「金村 暁」、2001年からは「金村 曉」へ変更している（読みはいずれも「かねむら さとる」）。

## 経歴

### プロ入り前
小学生の頃から日本ハムファイターズのファンで西崎幸広に憧れていたという。
仙台育英高等学校進学後、1994年の第76回全国高等学校野球選手権宮城大会決勝で桜井幸博を擁する仙台工高を破り優勝。第76回全国高等学校野球選手権大会ではベスト8まで進む。
同年のドラフト会議で、ファンであった日本ハムから1位指名を受け入団。この時、日本ハムは甲府工高の山村宏樹を1位指名する予定だったが、直前になって金村へ変更。入団記者会見ではハムをほおばるパフォーマンスを見せた。

### 日本ハム時代
ルーキーイヤーの1995年に1軍に昇格するも、わずか1試合の登板に終わった。
翌1996年は1軍登板なしに終わった。同年5月に「秀雄」から「暁」に登録名を変更。
3年目の1997年から頭角を現し始める。
1998年は開幕から中継ぎとして一軍に定着し、初のオールスターゲーム出場を果たす。6月末に先発登板するとそのまま先発ローテーションに入り、5完投も記録。135イニングでぎりぎりで規定投球回に到達し、防御率2.73で4年目、22歳にして最優秀防御率を獲得した。
1999年は、開幕ローテーションに入り。開幕から2試合連続完封勝利と、3試合連続完投勝利を遂げた。登板3戦目の9回にイチローに史上最速1,000本安打となる本塁打を浴びるまで開幕から27イニング連続無失点を記録。なお、この3試合の登板のみで初の月間MVPを獲得したが、3試合目の直後に右肩の痛みを訴え離脱し、9月まで復帰できなかった。
2000年は2年連続で4月に月間MVPを獲得し、順調な滑り出しを見せたが、直後に再び右肩痛で離脱。
2001年は初の開幕投手を務めた。故障がちだったため監督の大島康徳が完投させず起用した結果、故障なく初めて1年ローテーションを守りきり、規定投球回にも到達という最低限の役割を果たしたものの7勝13敗、防御率4.89と不振だった。その後、故障のリハビリでウェイトトレーニングなどで肩を鍛え、この年から故障で離脱をしなくなった。
2002年は開幕からしばらくはチームの方針で中継ぎだったが、すぐにローテーションに戻る。安定感も戻ってシーズン通して活躍し、初の2桁勝利とフォークがさえ、自己最多の143奪三振を記録した。
2003年は前半戦で3勝どまりと不振だったが、後半戦7勝と巻き返し2年連続の10勝に滑り込んだ。
2004年は日本ハムの本拠地移転1年目の札幌ドームの初戦で先発。勝利投手となり、ヒーローインタビューでは北海道弁を取り入れ「なまら最高です!」と叫び、北海道のファンを沸かせた。この言葉は後に、金村のトレードマークにもなり「なまら最高タオル」などグッズも発売される。このセリフは、自身の公式ブログのトップにも記されている。シーズンとしては自己最多の13勝をマーク、6年ぶりにオールスターゲームにも出場。西武ライオンズとのプレーオフでは第1戦に先発したが、安定感を欠き6回までに4失点を喫する。打線の援護で7回に同点に追いつくも、その裏に佐藤友亮に勝ち越してソロ本塁打を打たれ降板。リリーフ陣も大きく打ち込まれ、6回0/3を5失点で敗戦投手になった。
2005年は自己最多の174イニングを投げるとともに2年連続で13勝を挙げ、4年連続となる2桁勝利を記録した。オールスター出場も果たすが、チームのローテーションの関係で登板はなかった。
2006年は4月16日の対福岡ソフトバンクホークス戦のフリオ・ズレータとの第4打席で、投球直前に2度マウンドを外してじらした後に腹部に死球を与えたことから、ズレータは激昂して金村のいるマウンドに突進。金村は逃げずにズレータの巨体に衝突してマウンドに倒され、さらに暴行を受けて神経痛を負い4月後半を棒に振った（ズレータは暴力行為で退場処分）。5月7日の楽天戦で復帰登板し、勝利投手となった。その後、後述の騒動により2軍降格となるが、日本シリーズで復帰。第4戦（札幌ドーム）に先発投手として登板し、勝利投手になる。また、日本代表として参加したアジアシリーズでは11月12日の対チャイナスターズ（中国野球リーグ選抜チーム）戦に先発。5回で6安打1四球84球ながらも7三振を奪うなど要所を締め、勝利に貢献した。オフには財政再建団体になった夕張市を応援しようと、市民を毎試合札幌ドームに招待する「金村・夕張シート」を設けた。
2007年は肘の不安で諦めていたカーブの習得に励み、数少ない先発の柱として2桁勝利を目指すも、5月に故障のため戦線離脱。交流戦終了後に復帰し、7月11日に完投で5勝目を挙げた時点で防御率も2点台と成績を残していたが、前半戦最終戦の対ソフトバンク戦でプロ最短の0回2/3を4失点でノックアウトされ、後半戦の対千葉ロッテマリーンズ戦でも2試合連続でKOで2軍へ降格。そのままレギュラーシーズンで1軍に再昇格できないままシーズンを終了。13試合で5勝に留まり、投球回数も8年ぶりに100回を超えなかった。また、日本シリーズでは、ベンチ入りを果たすも登板はできなかった。
11月9日、中村泰広とのトレードで阪神タイガースへ移籍。この時点で金村はプロ通算80勝を記録しており、一方の中村はそれまでに3勝しか挙げていなかったため、この両投手が1対1で交換トレードされることが話題になった。

### 阪神時代
移籍1年目の2008年は先発ローテーションの一員として期待を受けるも、オープン戦前の投球練習の際に左太腿を痛め、開幕1軍を逃し出遅れる形となる。7月3日に一軍に昇格し移籍後初登板、勝ち投手こそ逃したものの1失点の好投を見せる。だがこの試合以外は精彩を欠き1軍定着には至らず降格。結局この年は8試合登板するも1勝もできないままシーズンを終えた。
2009年7月17日の対読売ジャイアンツ戦に岩田稔の代わりに登板し6回1失点の好投を見せた。同年9月6日の対広島東洋カープ戦で5回から3番手投手として登板し、1イニングを無失点に抑え、阪神移籍後初の白星をあげた。その後は手薄となった中継ぎ陣に加わり、リリーフとして活躍した。
2010年は出番に恵まれずわずか1試合の登板に終わり、オフの10月1日に球団から戦力外通告を受けた。12月10日、韓国プロ野球の三星ライオンズと年俸2,000万円の契約に合意したが、メディカルチェックを通らず破談となった。2011年1月、今度はSKワイバーンズのテストを受けたが、SKがジム・マグレーンと契約することになったため入団に至らなかった。なお、この契約解除に対して金村は三星ライオンズを相手に年俸や契約金を払うよう民事訴訟を起こしているが、2012年11月、韓国・大邱地方法院より敗訴の判決が下された。

### 信濃時代
2011年2月にベースボール・チャレンジ・リーグの信濃グランセローズの春季キャンプに参加し、その後は6月頃まで韓国球界などからのオファーを待つ予定だったが、結局4月2日に信濃と正式契約した。しかし、右肩の状態が安定せず現役引退を決断し、同年10月5日、球団との来季の契約を結ばないことが決まり退団。

### 現役引退後
2012年から2015年までは、北海道を拠点に、日刊スポーツ専属の野球評論家や野球解説者として活動。解説者として、北海道文化放送・テレビ北海道・GAORAの日本ハム主催試合中継や、地元・宮城県の民放局である東北放送制作の楽天対日本ハム戦中継や、東日本放送制作の楽天主催試合中継に出演していた。その一方で、2月の春季キャンプ期間中には、古巣・阪神の宜野座キャンプを毎年のように視察。また、札幌市内のフィットネスクラブで、週に1回野球の個別指導を担当していた。
2016年からは、阪神の一軍投手コーチに就任。背番号は73。同球団での現役時代のチームメイトだった新監督金本知憲の下で、主にブルペンを担当する。
鉄壁の中継ぎ陣を作り上げ、2022年はチーム防御率は2.67で12球団トップ、救援投手に絞ると2.39、こちらはリーグ１位、中でも若いリリーバーたちの奮闘が目立った。湯浅京己は59試合の登板で防御率1.09、45ホールドポイントで最優秀中継ぎ投手のタイトルに輝き、浜地真澄も52試合、同1.14とフル回転で好成績を挙げた。球団は来季の2軍投手コーチへの配置転換を打診したが本人がこれを固辞し辞任を決め、2022年10月15日、今季限りで退団すると球団から発表がされた。
2023年からは北海道放送・北海道テレビ・STVラジオ・GAORA（Tigers-ai制作の阪神戦・日本ハム球団制作の日本ハム戦とも担当）・MBSラジオの野球解説者と、東京スポーツ野球評論家に就任した。
2023年11月25日に、北海道フロンティアリーグの石狩レッドフェニックスで投手コーチに就任することが発表された。石狩では1シーズン務め、2024年10月21日に、3年ぶりに阪神の一軍投手コーチに復帰することが発表された。背番号は再び73。

## 人物
若手時代は怪我が多く、「ガラスのエース」と呼ばれていた。
座右の銘は、「弱気は最大の敵」。
元タレントの妻・亜也子との間に、男の双子がいる。
金村が得意としていた変化球に、パームボールがある。高校時代から投げていた球種だが、完全習得したきっかけは『NANDA!?』を見たことである。

### 舌禍事件
2006年9月24日の対ロッテ戦（千葉マリンスタジアム）では、5年連続2桁勝利と6年連続規定投球回到達の記録がかかっていたが、立ち上がりから投球が安定せず、4対1（日本ハムの3点リード）で迎えた5回裏に2死満塁のピンチを迎えると、トレイ・ヒルマン監督に交代を命じられた（試合は最終的に8対4で敗戦）。この後のレギュラーシーズン中の登板予定がなかったため、シーズン成績9勝6敗、投球回数134回2/3（規定に1回1/3不足）が確定し、記録が共に途切れることとなった。
試合後、金村は降板させられたことについて「外国人の監督は個人の記録なんてどうでもいいんじゃない。絶対に許さない」「（首脳陣の）顔も見たくない」と発言し、ヒルマンの采配を激しく批判。
球団は出場選手登録抹消に加え、（翌25日に行われた）チーム練習への参加も禁止。
さらに25日には「罰金200万円」と「プレーオフ終了までの出場停止」という厳しい処分を下した。
なお、ヒルマン本人は試合後の記者会見で、金村の発言内容については言及せず、「金村の記録は当然、知っていた。勝ちをつけてあげたかった」「すべて私が決断したこと。私が責任を取ること」とコメントした。
一方で、金村も冷静になって事の重大さに気付き、チームOBの岩本勉に泣きながら電話をかけている。また同日の夜、日本ハム時代の先輩だった片岡篤史・下柳剛（当時、ともに阪神に在籍）から呼び出され、直接「（俺たちは）お前にそんな事を教えたか？目を覚まさせてやる！」と厳しい叱責を受けたが、最後には「こういう経験がないと大きくなれない。いい勉強と思って前向いてやれ。成長するステップと思って頑張れ」と励ましの言葉をかけられた。
金村はレギュラーシーズン終了後に選手・首脳陣などに謝罪し、事態は収拾された。ヒルマンも金村に対し「君の9勝がなければ我々は、この位置にいられなかった」とし、謝罪を受けて「わだかまりはない。来るべき時の準備を進めてほしい」とエールを送り、決して金村を責めることはなかった。
日本シリーズでの復帰が決まり、10月25日の第4戦（札幌ドーム）に先発投手として登板、マウンドに向かう時にスタンドから歓声が起きた。そしてマウンドに上がると、1塁側、本塁側、3塁側、そして左翼席と5度頭を下げた。この試合では5回を5安打、2奪三振、2四球、82球で無失点に抑え勝ち投手となった。
試合後のヒーローインタビューでは「全国のファンの皆様。この場をお借りして、改めて謝罪したいと思います。本当に、どうもすいませんでした」と深々と頭を下げ、インタビュー終了後にヒルマンと抱き合った。そして、チームも第5戦に勝利して44年ぶり日本一に貢献した。
しかし翌年、チームはリーグ連覇したが、金村は夏場の不調でわずか5勝にとどまり日本シリーズでも登板できず、ヒルマンの監督辞任と同時に阪神へ放出された。

## 詳細情報

### 年度別投手成績
| 年 度      | 球 団      | 登 板 | 先 発 | 完 投 | 完 封 | 無 四 球 | 勝 利 | 敗 戦 | セ 丨 ブ | ホ 丨 ル ド | 勝 率 | 打 者 | 投 球 回 | 被 安 打 | 被 本 塁 打 | 与 四 球 | 敬 遠 | 与 死 球 | 奪 三 振 | 暴 投 | ボ 丨 ク | 失 点 | 自 責 点 | 防 御 率 | W H I P |
| ---------- | ---------- | ----- | ----- | ----- | ----- | -------- | ----- | ----- | -------- | ----------- | ----- | ----- | -------- | -------- | ----------- | -------- | ----- | -------- | -------- | ----- | -------- | ----- | -------- | -------- | ------- |
| 1995       | 日本ハム   | 1     | 0     | 0     | 0     | 0        | 0     | 0     | 0        | --          | ----  | 8     | 1.1      | 3        | 0           | 2        | 0     | 0        | 1        | 0     | 0        | 3     | 3        | 20.25    | 3.75    |
| 1997       | 日本ハム   | 14    | 7     | 1     | 0     | 0        | 1     | 4     | 0        | --          | .200  | 215   | 52.1     | 38       | 5           | 18       | 1     | 5        | 38       | 0     | 0        | 23    | 23       | 3.96     | 1.07    |
| 1998       | 日本ハム   | 31    | 15    | 5     | 1     | 2        | 8     | 8     | 1        | --          | .500  | 556   | 135.0    | 124      | 12          | 37       | 0     | 4        | 85       | 0     | 0        | 46    | 41       | 2.73     | 1.19    |
| 1999       | 日本ハム   | 8     | 5     | 3     | 2     | 0        | 3     | 1     | 1        | --          | .750  | 169   | 43.0     | 31       | 5           | 15       | 1     | 0        | 27       | 0     | 0        | 12    | 11       | 2.30     | 1.07    |
| 2000       | 日本ハム   | 17    | 16    | 3     | 0     | 0        | 9     | 5     | 0        | --          | .643  | 426   | 101.1    | 91       | 11          | 42       | 0     | 4        | 61       | 2     | 0        | 46    | 45       | 4.00     | 1.31    |
| 2001       | 日本ハム   | 25    | 23    | 0     | 0     | 0        | 7     | 13    | 0        | --          | .350  | 639   | 141.2    | 164      | 20          | 66       | 0     | 2        | 94       | 7     | 0        | 81    | 77       | 4.89     | 1.62    |
| 2002       | 日本ハム   | 32    | 23    | 2     | 1     | 0        | 10    | 6     | 0        | --          | .625  | 693   | 167.2    | 153      | 19          | 53       | 1     | 3        | 143      | 4     | 0        | 65    | 59       | 3.17     | 1.23    |
| 2003       | 日本ハム   | 26    | 25    | 2     | 0     | 1        | 10    | 8     | 0        | --          | .556  | 665   | 157.0    | 149      | 24          | 56       | 0     | 1        | 103      | 6     | 0        | 79    | 74       | 4.24     | 1.31    |
| 2004       | 日本ハム   | 25    | 25    | 1     | 1     | 0        | 13    | 8     | 0        | --          | .619  | 717   | 167.1    | 157      | 20          | 71       | 2     | 4        | 114      | 7     | 1        | 79    | 73       | 3.93     | 1.36    |
| 2005       | 日本ハム   | 25    | 25    | 4     | 0     | 1        | 13    | 10    | 0        | 0           | .565  | 730   | 174.0    | 186      | 21          | 54       | 3     | 2        | 96       | 3     | 1        | 73    | 70       | 3.62     | 1.38    |
| 2006       | 日本ハム   | 23    | 23    | 1     | 1     | 0        | 9     | 6     | 0        | 0           | .600  | 591   | 134.2    | 158      | 14          | 43       | 1     | 2        | 57       | 0     | 2        | 68    | 67       | 4.48     | 1.49    |
| 2007       | 日本ハム   | 13    | 13    | 3     | 0     | 0        | 5     | 6     | 0        | 0           | .455  | 341   | 78.0     | 88       | 9           | 30       | 1     | 1        | 33       | 1     | 0        | 44    | 41       | 4.73     | 1.51    |
| 2008       | 阪神       | 8     | 8     | 0     | 0     | 0        | 0     | 5     | 0        | 0           | .000  | 186   | 41.1     | 49       | 5           | 11       | 1     | 2        | 38       | 3     | 0        | 25    | 19       | 4.14     | 1.45    |
| 2009       | 阪神       | 22    | 2     | 0     | 0     | 0        | 1     | 1     | 0        | 0           | .500  | 135   | 32.2     | 34       | 3           | 8        | 1     | 0        | 23       | 1     | 0        | 12    | 10       | 2.76     | 1.29    |
| 2010       | 阪神       | 1     | 0     | 0     | 0     | 0        | 0     | 0     | 0        | 0           | ----  | 16    | 2.0      | 6        | 1           | 3        | 0     | 0        | 0        | 0     | 0        | 6     | 5        | 22.50    | 4.50    |
| 通算：15年 | 通算：15年 | 271   | 210   | 25    | 6     | 4        | 89    | 81    | 2        | 0           | .524  | 6087  | 1429.1   | 1431     | 169         | 509      | 12    | 30       | 913      | 34    | 4        | 662   | 618      | 3.89     | 1.36    |

- 各年度の太字はリーグ最高

### タイトル
NPB
- 最優秀防御率：1回（1998年）

### 表彰
NPB
- 月間MVP：2回（投手部門：1999年4月、2000年4月）

### 記録

#### NPB
初記録
投手記録
- 初登板：1995年10月4日、対西武ライオンズ26回戦（西武ライオンズ球場）、6回裏無死に4番手で救援登板、1回1/3を3失点
- 初奪三振：同上、6回裏に安藤真児から
- 初勝利・初先発勝利・初完投勝利：1997年9月28日、対西武ライオンズ26回戦（西武ライオンズ球場）、9回2失点
- 初セーブ：1998年4月19日、対千葉ロッテマリーンズ3回戦（長崎ビッグNスタジアム）、7回表に2番手で救援登板・完了
- 初完封勝利：1998年9月12日、対西武ライオンズ23回戦（西武ドーム）

打撃記録
- 初安打：2006年6月19日、対阪神タイガース6回戦（阪神甲子園球場）、5回表2死に井川慶から左前安打

節目の記録
- 1000投球回数：2005年4月16日、対東北楽天ゴールデンイーグルス4回戦（東京ドーム）、9回表3死目に礒部公一を空振り三振で達成 ※史上300人目

その他の記録
- 開幕投手：3回（2001年、2004年、2006年）
- 対オリックス戦15連勝（2004年4月13日 - 2006年9月10日）
- オールスターゲーム出場：3回（1998年、2004年、2005年）

### 独立リーグでの投手成績
| 年 度     | 球 団     | 登 板 | 勝 利 | 敗 戦 | セ ｜ ブ | 完 投 | 勝 率 | 投 球 回 | 打 者 | 被 安 打 | 被 本 塁 打 | 奪 三 振 | 与 四 球 | 与 死 球 | 失 点 | 自 責 点 | 暴 投 | ボ ｜ ク | 投 手 失 策 | 防 御 率 |
| --------- | --------- | ----- | ----- | ----- | -------- | ----- | ----- | -------- | ----- | -------- | ----------- | -------- | -------- | -------- | ----- | -------- | ----- | -------- | ----------- | -------- |
| 2011      | 信濃      | 17    | 2     | 7     | 0        | 3     | .222  | 76.0     | 312   | 69       | 6           | 45       | 16       | 4        | 37    | 22       | 1     | 1        | 5           | 2.61     |
| 通算：1年 | 通算：1年 | 17    | 2     | 7     | 0        | 3     | .222  | 76.0     | 312   | 69       | 6           | 45       | 16       | 4        | 37    | 22       | 1     | 1        | 5           | 2.61     |

- 各年度の太字はリーグ最高

### 背番号
- 16（1995年 - 2007年、2011年）
- 13（2008年 - 2010年）
- 73（2016年 - 2022年、2025年 - ）[28]
- 88 （2024年）

### 登録名
- 金村 秀雄（かねむら ひでお、1995年 - 1996年5月8日）
- 金村 暁（かねむら さとる、1996年5月9日 - 2000年）
- 金村 曉（かねむら さとる、2001年 - 2022年）

## 関連情報

### 解説者として出演のテレビ番組
- Bravo! ファイターズ（2012年 - 2015年、2023年 - 2024年、HBCテレビ） - 系列局・TBCテレビ制作の楽天対日本ハム戦[29]にも出演。
- F-PARK LIVE→みんスポBASEBALL （2012年 - 2015年、2023年 - 2024年、北海道文化放送）
- サタすぽ（北海道文化放送）
- TVhファイターズ中継（テレビ北海道）
- スーパーベースボール（北海道テレビ〈イチオシ!!ファイターズ〉、東日本放送〈KHB SUPER BASEBALL〉、BS朝日〈テレビ朝日との共同制作分〉に出演）
- GAORAプロ野球中継（GAORA。日本ハム球団制作の日本ハム戦とTigers-ai制作の阪神戦の双方に出演）
- ファイターズキャンプLIVE&タイガースキャンプ情報（GAORA）
- みんなのテレビ（北海道文化放送）